# James Scullin
James Henry Scullin, född 18 september 1876, död 28 januari 1953, var en australisk politiker och landets nionde premiärminister.
Scullin var premiärminister mellan 1929 och 1932 och samtidigt ledare för Australiens arbetarparti. Hans parti vann en jordskredsseger och han svors in strax efter börskraschen 1929. Den stora depressionen skulle komma att prägla hans ämbetstid, och hans ministär försökte sig på en politik som senare skulle kallas keynesiansk, det vill säga ekonomiska stimulanser och en underfinansierad budget i syfte att stävja arbetslösheten. Denna politik var dock ännu inte på modet och den mötte starkt motstånd bland dem som befarade hyperinflation och ekonomisk nedgång. Den australiska senaten, som kontrollerades av oppositionen, blockerade de flesta av åtgärderna. I slutändan lade Scullin fram en mer moderat plan som fokuserade på att minska statens utgifter, något som ledde till konflikter med pensionärer och andra kärnväljare för arbetarpartiet, och till och med en partisplittring.